# Sveriges folk- och bostadsräkning 1985
Sveriges folk- och bostadsräkning 1985 var den sjuttonde folkräkningen i Sverige sedan grundandet av Statistiska centralbyrån. Folkräkningen registrerade 8 360 172 invånare, varav 4 128 343 män och 4 231 829 kvinnor.